# Puchar Polski kobiet w piłce nożnej 2004/05, grupa wielkopolska
Puchar Polski kobiet w piłce nożnej w sezonie 2004/05, grupa: wielkopolska
Finał - 26 marca 2005 Chojnice
Toruński KP - Victoria Sianów 0:2